# 6×45mm
El 6 × 45 mm es un cartucho desarrollado a partir del casquillo del .223 Remington o 5.56 NATO, al que se le aumenta el diámetro del cuello de hasta .243 (6 mm). El cartucho también se conoce como 6mm-223 Remington o 6mm/223 .

## Historia
Una vez introducido el .223 Remington al mercado civil, los tiradores comenzaron a experimentar con el cartucho en un intento por mejorar su rendimiento. Varios de estos experimentadores consistieron en aumentar el calibre, de .223 pulgadas a .243 pulgadas. 

## Información general
La precisión inherente del cartucho fue una continuación a la del .222 Remington, que ya se había hecho de muchos seguidores en el deporte del tiro de banco .
Jim Stekl,  responsable del desarrollo del cartucho .22 BR, deja testimonio de su precisión al obtener un récord agregado de 0,3069 pulgadas (7,8 mm) en la categoría IBS Sporter de 200 yardas de 1973. Sin embargo, su uso en tiro competitivo disminuyó con la llegada de los cartuchos BR de 6 mm y PPC de 6 mm a la escena de tiro de banco.
El cartucho es extremadamente eficiente con su pequeña carga de pólvora, resultando en una larga vida útil del cañón y de un retroceso muy bajo, haciéndolo agradable para disparar.

## Performance
La ventaja del 6×45 mm sobre el .223 Remington es su capacidad de ser cargado con puntas más pesadas y con mejores índices de coeficiente balístico que el .223 Remington, dando como resultado una menor susceptibilidad a la deriva del viento y mejores características de retención de energía.

## Especificaciones
La longitud total máxima del cartucho se da nominalmente como 2,23 pulgadas (5,7 cm), sin embargo, dado que el cartucho es un cartucho salvaje, las dimensiones de la cámara pueden variar de un fabricante a otro. Por esta razón, la longitud total del cartucho puede variar.

## Aplicaciones cinegéticas
Algunos países así como muchos estados de Estados Unidos limitan el calibre mínimo de caza de ciertas especies de caza, como por ejemplo cérvidos, a .24" (6.1mm). En dichos países y estados, el 6 × 45 mm sería legal para la caza siempre que no se estipule ningún requisito adicional con respecto a la potencia, la energía o la longitud del estuche. Sin embargo, debe considerarse como un cartucho marginal para estas especies de caza en el mejor de los casos.
El cartucho ha ganado algunos seguidores en Sudáfrica, donde se usa para cazar especies de antílopes menores y gacelas como duiker, impala, klipspringer, springbok y las gacelas de Thompson. 
En América del Norte es usado para la caza de pequeñas especies de depredadores como gatos monteses, coyotes y zorros. 
En muchos países europeos, se puede utilizar para especies de ciervos pequeños y cabras, como el corzo y la gamuza respectivamente, donde esté legalmente permitido. Por ejemplo, en los Países Bajos, se permiten calibres de rifle de 6 mm para corzos si retienen una energía cinética de al menos 980 julios a 100 metros.

## armas de fuego
El AR-15 / M16 se puede convertir fácilmente al 6 × 45 mm con un simple cambio de cañón y sin mayor o ninguna modificación adicional al rifle. 
De la misma manera, algunas otras carabinas como el Ruger Mini-14 y la mayoría de los rifles de cerrojo con recámara para el cartucho .223 Remington pueden ser convertidos sin mayor modificación.
El cartucho de 6 × 45 mm proporciona un mejor rendimiento de rango inferior que los cartuchos .223 Remington o 5.56 NATO. Les Baer ofrece actualmente el cartucho en un rifle AR. El cartucho había sido ofrecido por Cooper Arms, Kimber y algunos otros fabricantes de rifles en sus rifles como recámara regular de fábrica durante un período de tiempo.
Sin embargo, el avance del cartucho fue en el área de la caza con armas cortas, donde se popularizó. De esta manera, la pistola Remington XP-100 de cerrojo y la pistola Thompson / Center Contender de mecanismo de ruptura incluyeron variantes para el cartucho. Proporcionando un cartucho de tiro plano capaz de capturar pequeños ciervos y especies de caza menor.
En febrero de 2010, Black Hills Ammunition comenzó a vender municiones de 6 × 45 mm. Utilizan balas estándar .243 de 85 y 100 gr. Sporting Products LLC también comenzó a distribuir parte superior AR-15 y rifles completos con recámara de 6 × 45 mm.